# Maghait
Maghait (ou Maghet) est un village du Cameroun situé dans le département du Noun et la Région de l'Ouest. Il fait partie de l'arrondissement de Njimom.

## Population
En 1967, la localité comptait 991 habitants, principalement Bamoun. Lors du recensement de 2005, on y a dénombré 2 590 personnes.

## Infrastructures
Maghait dispose de trois écoles publiques et d'un centre de santé.